# Cryptocarya impressivena
Cryptocarya impressivena là loài thực vật có hoa trong họ Nguyệt quế. Loài này được Kaneh. & Hatus. miêu tả khoa học đầu tiên năm 1943.